# Пальна-Михайловский
Па́льна-Миха́йловский — посёлок Становлянского района Липецкой области. 
Стоит на левом берегу реки Пальны.
Возник в 1920-х годах как посёлок племенного хозяйства «Рысак». А уже в 1932 году совхоз и здешний винный завод отмечаются как посёлок Пальна-Михайловский . Название — от соседнего села Пальна-Михайловка.